# Palais du comté de Syrmie
Le palais du comté de Syrmie (en croate : Palača Srijemske županije, en serbe : Палата Сремске жупаније, en allemand : Palast der Gespanschaft Syrmien, en hongrois : Syrmia megyei palota) est situé à Vukovar, en Croatie. Il abrite le siège administratif du comté de Vukovar-Syrmie. 

## Histoire
L'initiative de la construction du nouveau palais pour le comté de Syrmie est venue du comte Marko Pejačević qui a rempli son service depuis l'ancien bâtiment administratif situé dans la cour du palais contemporain. L'instruction de construire le palais a été envoyée par Marie-Thérèse d'Autriche le 25 avril 1768. La congrégation générale d'Ilok en 1769 a alloué 15 000 forints à Joseph Hatzinger qui a été chargé de construire le nouveau palais. 
Le bâtiment était entièrement achevé et opérationnel en 1773 et il était utilisé à des fins administratives avant même cette époque dès 1771. Après la fin de la guerre d'indépendance croate et de la mission UNTAES dans la région, le bâtiment a été reconstruit grâce au don du comté de Split-Dalmatie.